# 埃及伊斯兰教
伊斯蘭教是埃及絕大多數派宗教，佔該國約95%人口，其中多數是遜尼派。

## 概述

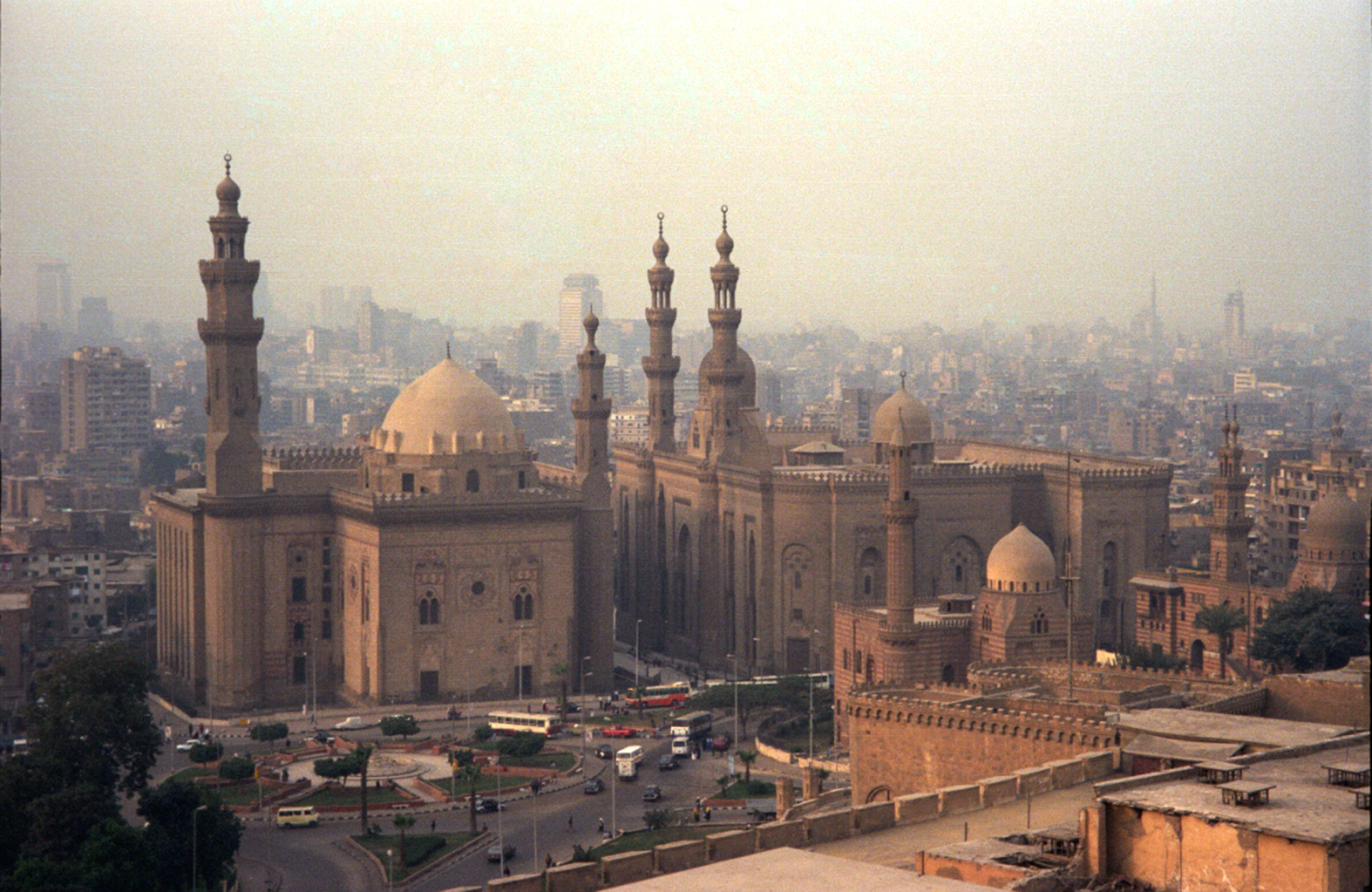
開羅大城堡區

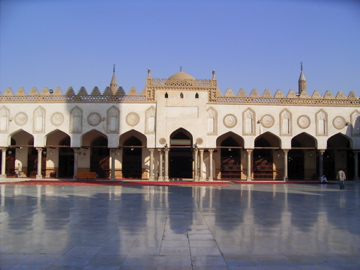
艾資哈爾大學

自1980年埃及憲法第二條修正以來，伊斯蘭教成為為埃及的國教；在此之前，埃及為世俗國家。絕大多數埃及穆斯林是遜尼派，其餘的穆斯林屬於什葉派中的十二伊瑪目派和伊斯瑪儀派。許多遜尼派穆斯林也遵循蘇菲派的傳統。埃及是世界上最重要的遜尼派學府，艾資哈爾大學是伊斯蘭教歷史最悠久的高等教育機構（成立於公元 970 年左右），被許多人認為是世界上現存最古老的大學。
法蒂瑪王朝的哈里發使埃及成為帝國的中心，訂定開羅為王朝的首都。埃及的各種社會團體和階級在日常生活中對伊斯蘭教應用不同。艾資哈爾的文學神學家們普遍反對受到蘇菲主義影響的農村宗教傳教士和農民所實賤的伊斯蘭教。自伊斯蘭教傳入埃及以來，蘇菲主義在埃及蓬勃發展。大多數上層和中產階級的穆斯林認為，宗教表達是每個人的私事，或者伊斯蘭教應該在公共生活中扮演更重要的角色。長期以來，伊斯蘭宗教復興運動在大多數城市和許多村莊都存在，呼籲貫穿於整個階層。
根據埃及的憲法，任何新的立法法律都必須至少隱含地同意伊斯蘭教法。埃及遜尼派伊斯蘭教的主流哈乃斐學派主要由國家控制，通過埃及宗教事務部（Ministry of Awqaf (Egypt)）控制。宗教事務部掌管埃及所有清真寺並監督穆斯林阿訇（伊瑪目），艾資哈爾大學培育了不少伊瑪目人才；此外宗教事務部受予伊斯蘭教令對伊斯蘭教問題的判決權力。